# 启功
啟功（1912年7月26日—2005年6月30日），愛新覺羅氏，字元白（或作元伯）。滿族正藍旗人，中國古典文獻學家、书法家。祖先为雍正帝第五子和亲王弘昼。
他曾任職輔仁大學附屬中學美術教師、輔仁大學中文系教師、北京师范大学中文系教授、中国人民政治协商会议全國委員會常務委員、中央文史研究館館長、九三学社顧問、國家文物鑑定委員會主任委員、中国书法家协会名譽主席、中国佛教协会顧問、故宫博物院顧問、國家博物館顧問、西泠印社社長等職務。
此外，他還在業餘從事書法、中國畫和詩詞創作，並參與故宮博物院、國家文物局等機構組織的文物鑑定。今日，他的字跡被方正公司製成電腦漢字字體的方正啟體。

## 生平

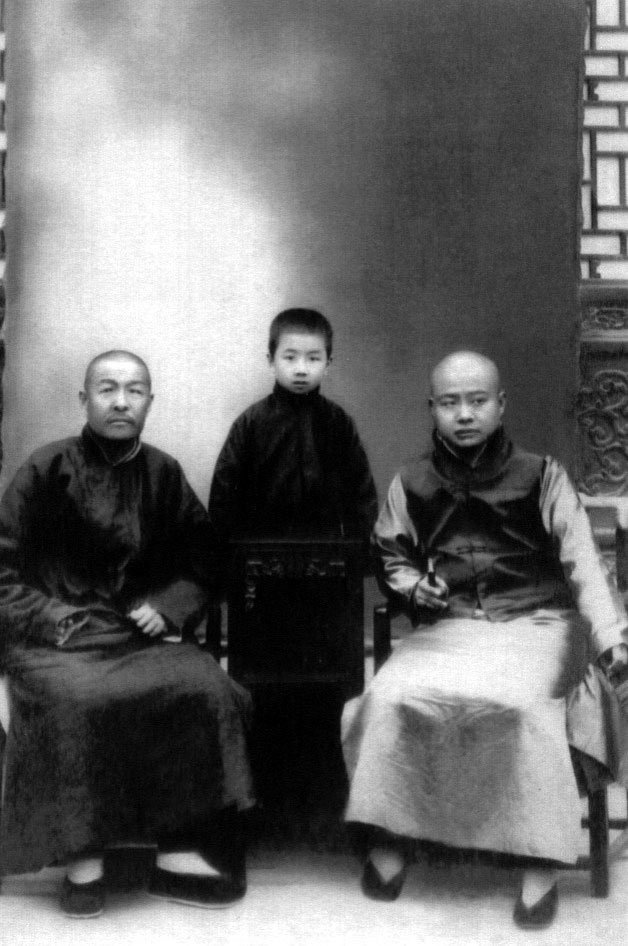
11岁的启功，启功（中）和祖父裕隆（左）以及姑姐丈在一起。

启功为清朝近支宗室后裔，属正蓝旗滿洲，是雍正帝九世孙，和恭亲王弘昼八世孙，溥儀朝廷封启功奉恩將軍爵位。
曾祖父溥良為光绪六年（1880年）庚辰科進士。祖父毓隆為光緒二十年（1894年）甲午恩科進士，父親恆同封奉恩將軍。清朝宗室虽为爱新觉罗氏，但启功明确表示不再以「爱新觉罗」或「金」为姓氏，而以「启」为姓。
启功自汇文中学肄业后，师从贾尔鲁（羲民）和吴熙曾（镜汀）学习书法丹青，从戴绥之（姜福）学习古典文学。曾受业于元史学家陈垣，专门从事中国文学史、中国美术史、中国历代散文、历代诗选和唐宋词等课程的教学与研究。
因身為清朝宗室後裔，1957年反右運動中，為劃為右派。文化大革命期間，列為「牛鬼蛇神」之中，遭受不斷審查與批判。
2005年2月9日下午6點，因突发脑血栓形成住進北京北大医院，昏迷至6月30日2时25分，因脑血管、心血管病併發症逝世。7月7日，在八宝山革命公墓举行遗体告别仪式，而后安葬在北京香山万安公墓。
中华书局“灿然书屋”牌匾，人民教育出版社《中日交流标准日本语》题名，东南大学出版社、中国科学技术出版社、山西教育出版社三社共同出版《数学辞海》题名为其挥毫。

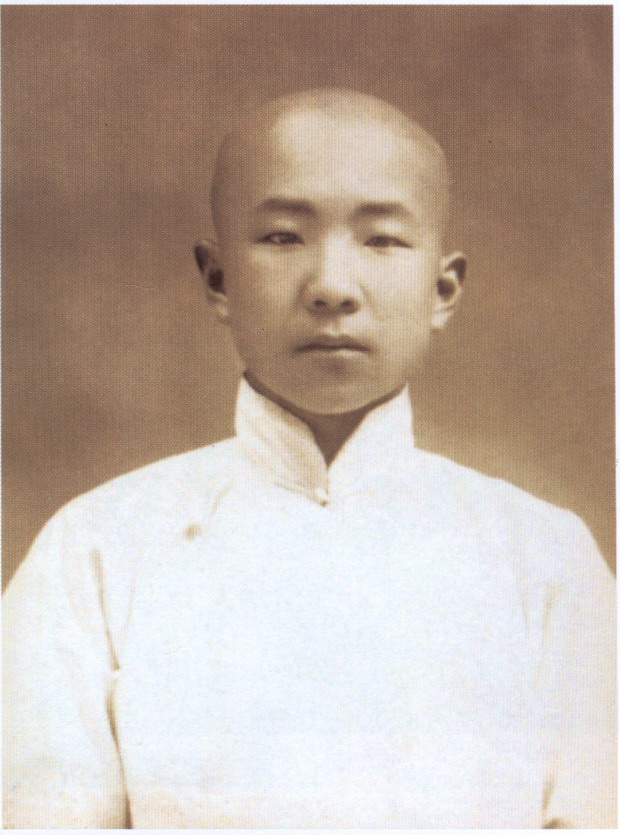
青年时代的启功。

启功66岁时，曾自撰墓志铭：中学生，副教授。博不精，专不透。名虽扬，实不够。高不成，低不就。瘫趋左，派曾右。面虽圆，皮欠厚。妻已亡，并无后。丧犹新，病照旧。六十六，非不寿。八宝山，渐相凑。计平生，谥曰陋。身与名，一齐臭。

## 主要学术成就
啟功除了是古典文献学家，亦从事书画创作、古書畫鑒定、碑帖研究。在碑帖之學上，啟功開拓了新的研究方法，啟功嘗作詩論曰：「買櫝還珠事不同，拓碑多半為書工。滔滔駢散終何用，幾見藏家誦一通。」一改以往名家學者，如葉昌熾、翁方綱等研究歷代碑帖只重形式，不重內容；只知書法，而略其辭章之習。
除研究方法開拓新途外，啟功更對《孝女曹娥碑》的真偽作出一硾定音之論，判定歷代相傳的《曹娥碑》殊非王羲之真跡。期間，雖有部分學者提出異議，如香港學者陳勝長曾撰〈絹本《孝女曹娥碑》墨跡考辨〉與之辯論，惟啟功以其獨特的研究方法與深厚學養，對陳氏之立論作出有力反駁，並深責陳氏之說乃「一派胡言」，終使《孝女曹娥碑》的真偽得以辨明。詳細論述請參考啟功《論書絕句》、《古代字體論稿》、《論書札記》等書。

## 著名書法作品
- 中国出入境章。其中「中国边检」由启功题写
- 位於北京大柵欄的同仁堂總店的招牌題字
- 位於香港荃灣的仁濟醫院中文名稱題字
- 香港公開大學（今香港都會大學）校徽中文名稱題字

## 著作
- 《古代字体论稿》
- 《诗文声律论稿》
- 《启功丛稿》
- 《启功韵语》
- 《启功絮语》
- 《启功赘语》
- 《汉语现象论丛》
- 《论书绝句》
- 《论书札记》
- 《说八股》
- 《启功书画留影册》

## 相關影視作品
- 2015年中國大陸電影《启功》[4]

### 引用
1. ↑  《爱新觉罗宗譜》，甲冊，頁216。
2. ↑  《爱新觉罗宗譜》
3. ↑  . 来源: 人民网摘自《启功口述历史》.   [2017-01-05]. （原始内容存档于2016-02-15） （简体中文）.
4. ↑  . 腾讯娱乐. 2015-07-06  [2015-07-06]. （原始内容存档于2020-07-19）.

## 外部連結
- 离我们远去的大师（页面存档备份，存于）
- 启功书画网
- 中国书法家协会（页面存档备份，存于）

| 文化職務    | 文化職務                                                                              | 文化職務    |
| ----------- | ------------------------------------------------------------------------------------- | ----------- |
| 前任： 舒同 | 中国书法家协会主席 (第二届) 1985年4月－1991年12月                                     | 繼任： 邵宇 |
| 榮銜        |                                                                                       |             |
| 前任： 舒同 | 中国书法家协会名誉主席 (第三、四届) （第三届同期名誉主席为舒同） 1991年12月—2005年6月 | 繼任： 沈鹏 |